# Chùa Vạn Niên
Vạn Niên là ngôi chùa nằm ở bờ phía tây hồ Tây, Hà Nội. Chùa từng có tên là Vạn Tuế, thuộc địa phận ấp Quán La, nay thuộc thôn Vệ Hồ, phường Xuân La, quận Tây Hồ.
Đời nhà Lý năm Giáp Dần, niên hiệu Thuận Thiên thứ Năm (1014), Thạch Nhai tăng thống Tấu xin cho lập giới đàn ở đây để tập hợp tăng đồ thụ giới, được chiếu chuẩn y. Nhiều nhà sư danh tiếng như Lâm Tuệ Sinh, Lý Thảo Đường kế tiếp nhau trụ trì ở đây. Về sau có vị tăng ở Quảng Châu là Biện Tài đến tu trì, có sách đối lục lưu hành ở đời.
Chùa xưa thuộc phái Thảo Đường, từ các đời trụ trì gần đây gồm có: Hòa Thượng Thích Viên Thành (1950 - 2002), Thượng tọa Thích Minh Tuệ, chùa thuộc về sơn môn Hương Tích, và hoằng dương Mật Tông.

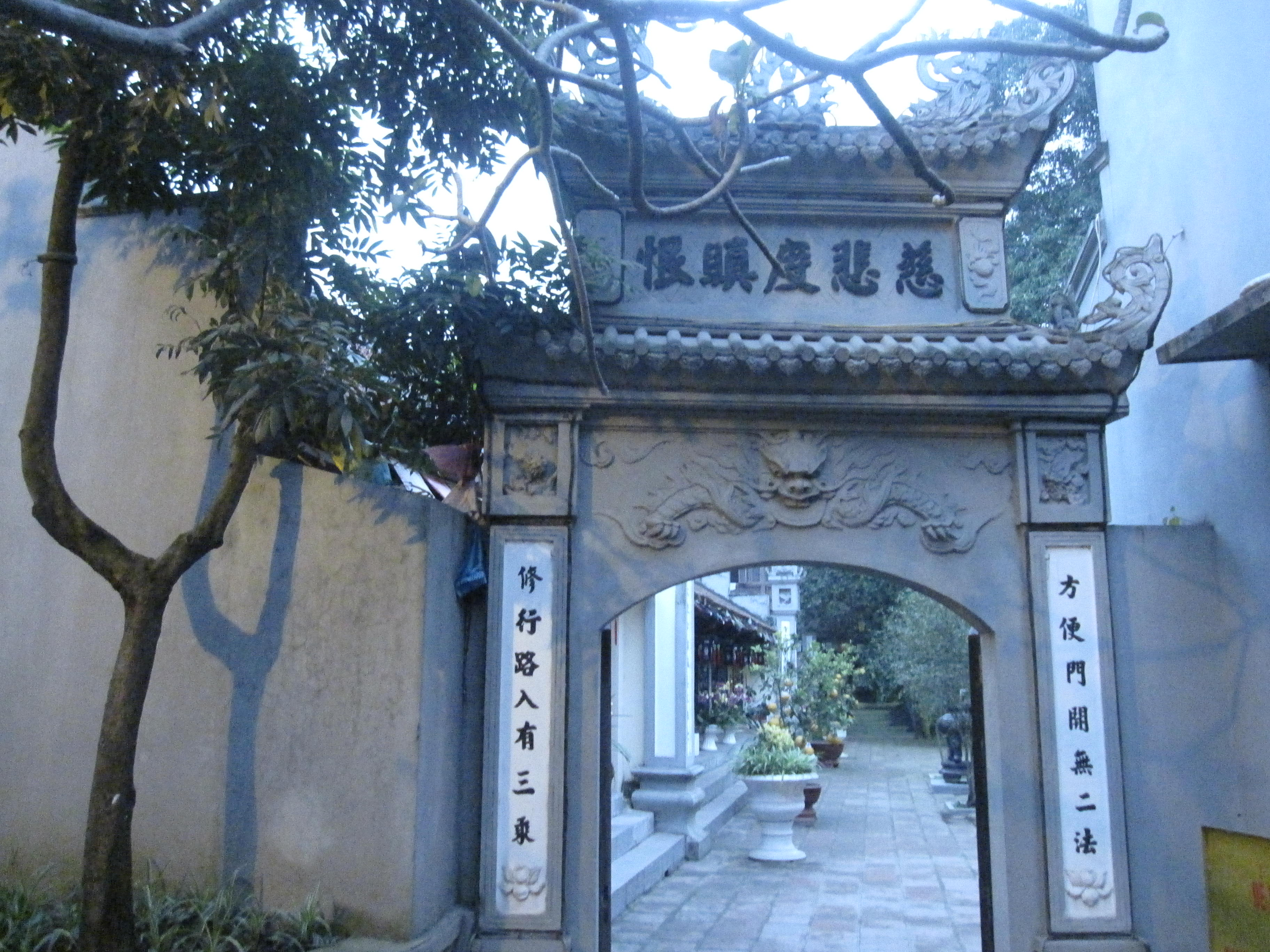
Cổng trong của chùa
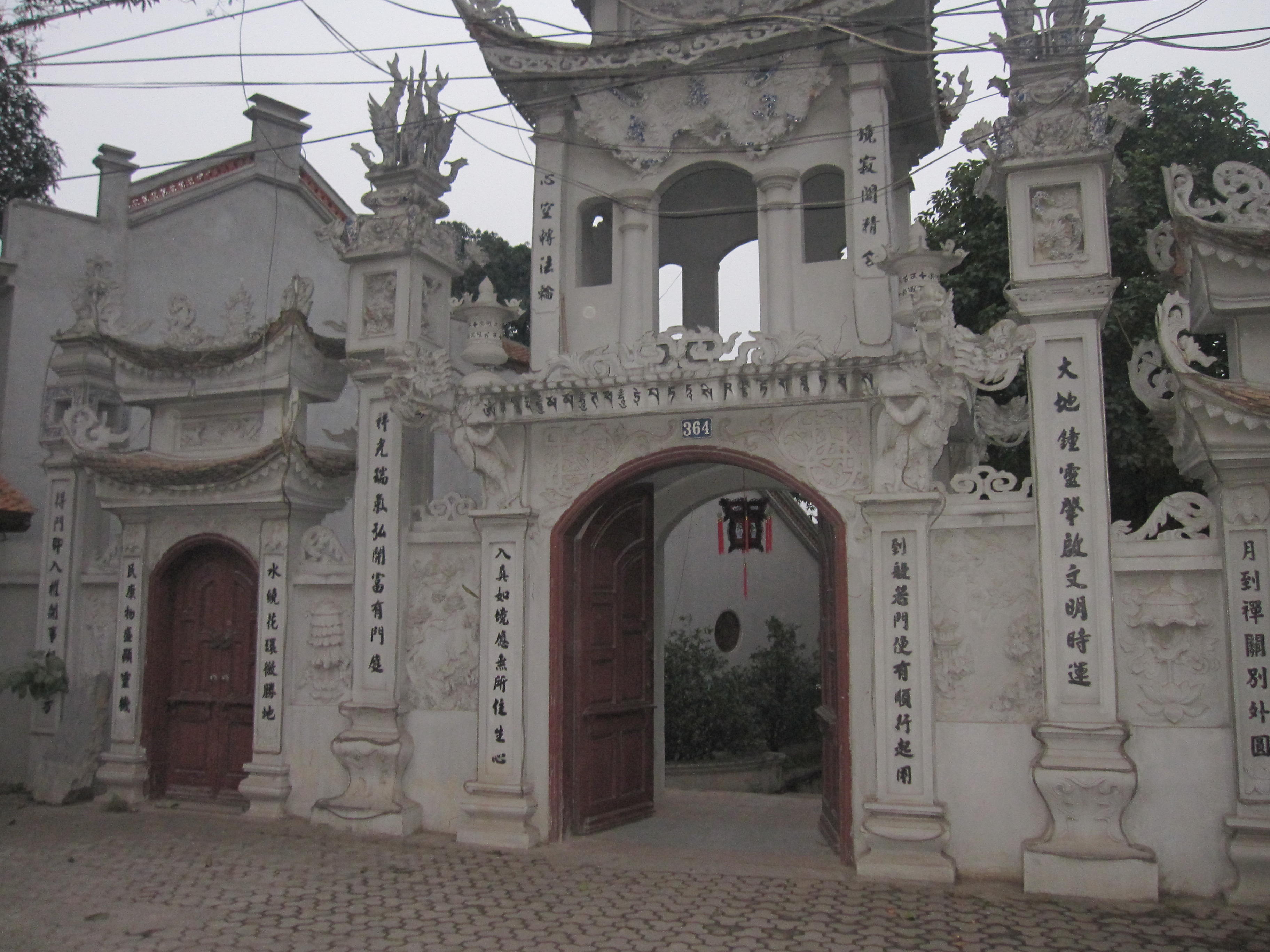
Cổng chùa Vạn Niên
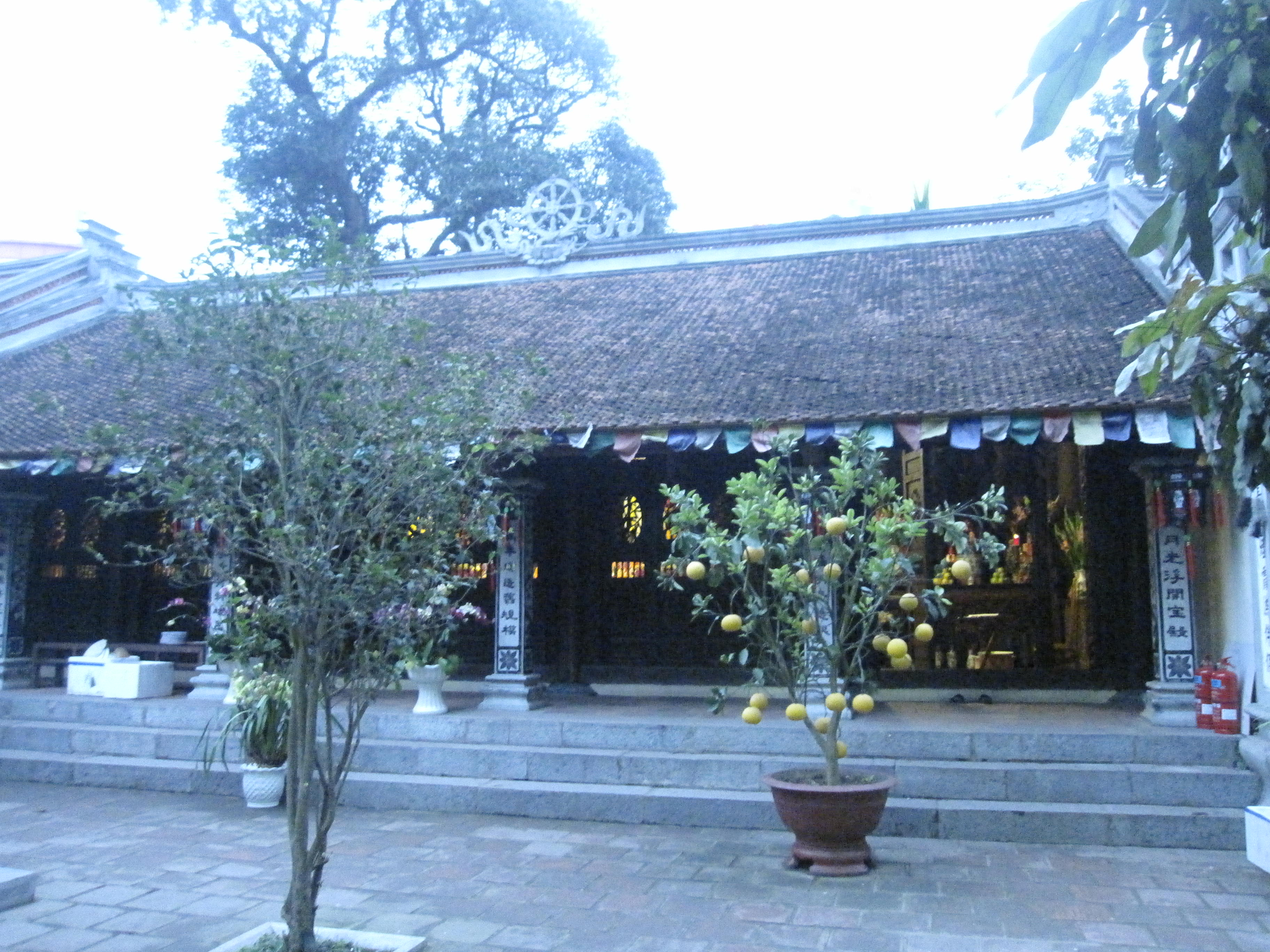
Chùa Vạn Niên
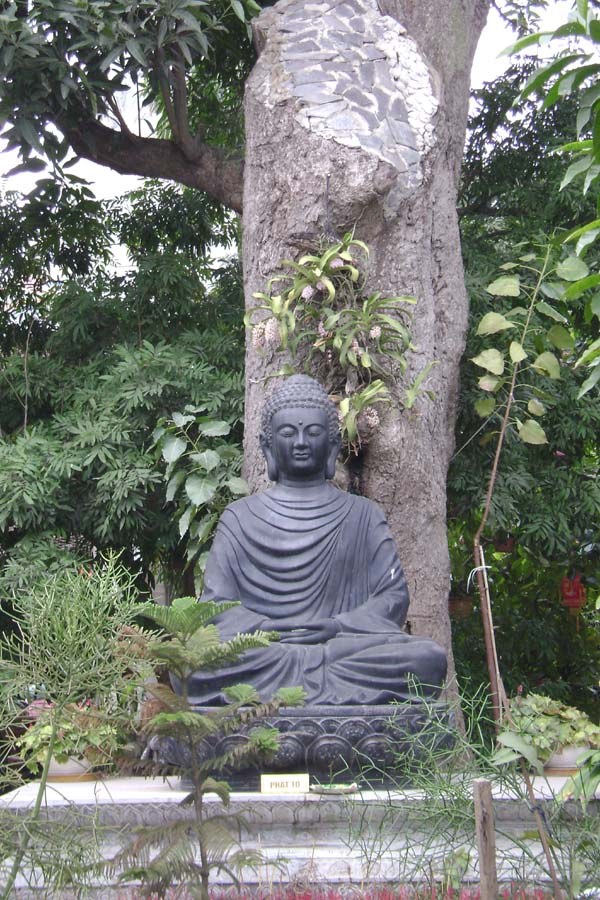
Bức tượng Phật bằng đồng nguyên khối trong sân chùa Vạn Niên
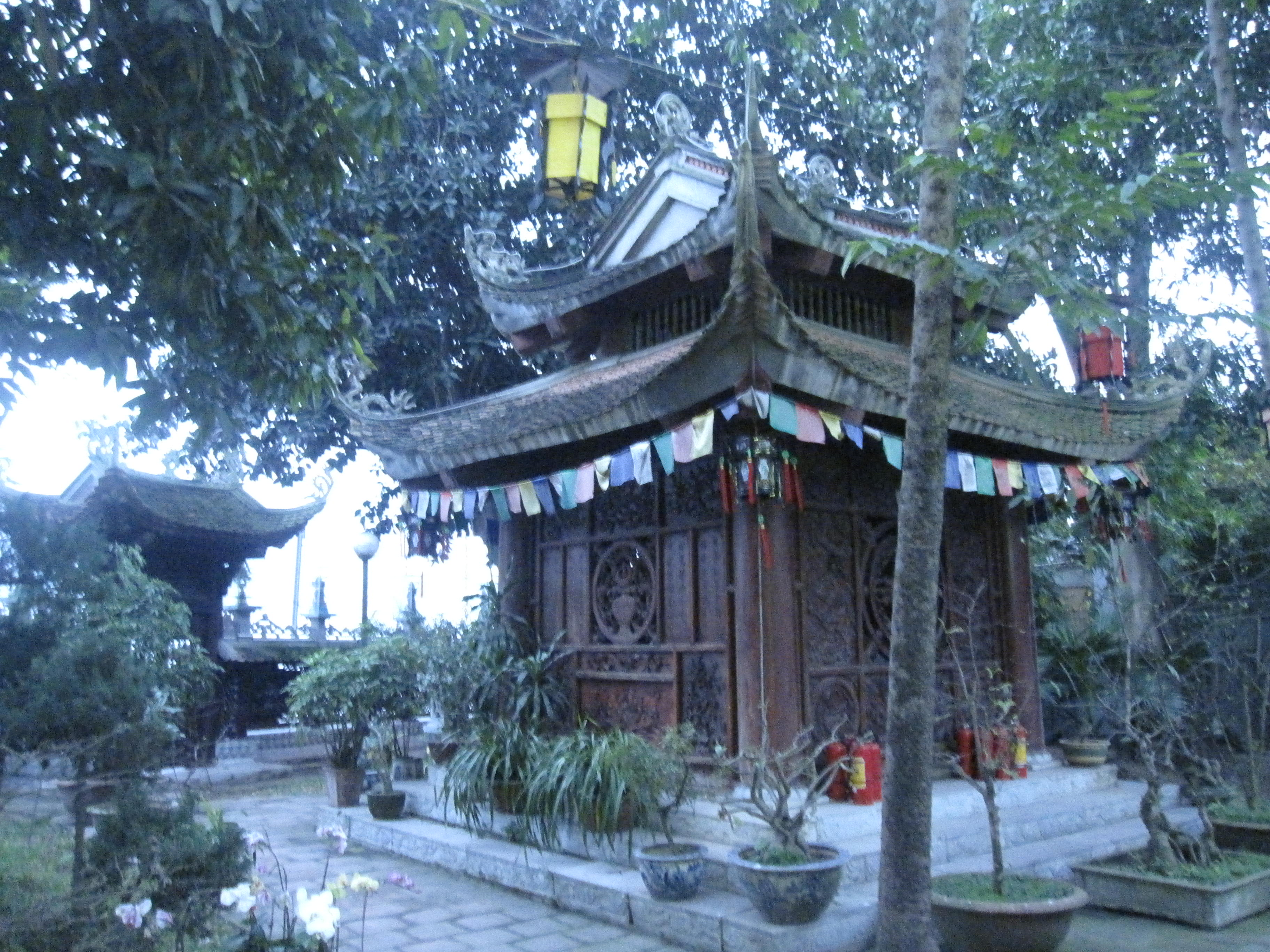
Lầu Quan Âm